# 鋳物師屋遺跡
鋳物師屋遺跡（いもじやいせき）は、山梨県南アルプス市下市ノ瀬にある遺跡。縄文時代中期と平安時代前期の集落を中心とする複合遺跡。出土遺物は国の重要文化財。

## 地理的・歴史的環境
釜無川以西の甲府盆地西部、御勅使川複合扇状地の南西端部に位置する。漆川と市ノ瀬川に挟された地域で、自然堤防の後背地にあたる。標高は280～290メートル付近で、北西から南西の傾斜上に立地する。西郡地域は縄文・弥生の遺跡が希薄な地域で、鋳物師屋遺跡は縄文時代の遺跡が扇状地上に立地している珍しい事例。
下市ノ瀬には2基の古墳が現存しており、県内では類例の少ない方墳とも考えられている（鋳物師屋古墳）。

## 発掘調査と検出遺構・出土遺構
1986年（昭和61年）の第一期工業団地造成事業に際して、隣接し同じく縄文時代と平安時代の遺構が複合する〆木遺跡の発掘調査が行われ、第二期造成区域内が遺構主体部の推定地域とされた。1992年（平成4年）に第二期造成計画が開始されると山梨県土地開発公社から依託された櫛形町教育委員会が発掘調査を行い、1993年（平成5年）に完了する。
検出遺構は竪穴建物跡141軒で、縄文時代中期中葉のものが27軒。集落規模は小さいが、ほぼ全容が解明されている。出土遺物のうち、内部が中空となった57号建物出土の円錐形土偶や133号建物出土の人体文様の浮き彫りが施された人体文様付有孔鍔付土器のほか出土品205点が1995年（平成7年）国の重要文化財に指定された。
円錐形土偶は完形で出土した貴重なもので、縄文中期の関東・中部地方における特有の形式。本体は中空、胴体の側面・底部に孔が存在する。切れ長の目に乳房と妊娠による正中線が現された妊婦を表現したもので、3本指の手を腰と腹部にあてている。
調査終了後には工業団地が造成される。出土遺物や調査資料、図録等は櫛形町教育委員会（現南アルプス市教育委員会）に保管。現在は「南アルプス市ふるさと文化伝承館」に移管・収蔵されている。